# Correlação eletrônica
A correlação eletrônica, em mecânica quântica, se refere à interação entre elétrons em um sistema quântico. O termo correlação é tomado da estatística, e significa que duas funções de distribuição f(x) e g(y) não são independentes entre si.
Dentro do método Hartree-Fock da química quântica, a função de onda antissimétrica que descreve um conjunto de elétrons se aproxima por um só determinante de Slater. As funções de onda exatas, entretanto, em geral não podem ser representadas como determinantes únicos. A descrição monodeterminantal (de um só determinante) não tem em conta a correlação entre elétrons de spin oposto, o que leva a uma energia eletrônica superior à solução exata da equação de Schrödinger não-relativística dentro da aproximação de Born-Oppenheimer. Assim, o limite Hartree-Fock (a menor energia que pode obter-se com este método) está sempre acima desta energia. Per-Olov Löwdin cunhou o termo energia de correlação para esta diferença. (A energia mais baixa e mais exata se encontraria ao superar a aproximação de Born-Oppenheimer, e além disso incluir correções relativísticas).
Na realidade, uma parte da correlação eletrônica é considerada dentro do método Hartree-Fock: a troca eletrônica descreve a correlação entre elétrons com spins paralelos. Isto que evita que dois elétrons com spins paralelos se encontrem na mesma região do espaço, recebe com frequência o nome de correlação de Fermi ou "buraco" de Fermi.